# Sobór Kazańskiej Ikony Matki Bożej w Stawropolu
Sobór Kazańskiej Ikony Matki Bożej – prawosławny sobór w Stawropolu, katedra eparchii stawropolskiej Rosyjskiego Kościoła Prawosławnego. 
Sobór został wzniesiony w latach 1843–1847 na wzniesieniu, gdzie w 1816 wzniesiono krzyż pamiątkowy po zakończeniu epidemii. Świątobliwy Synod Rządzący w 1839 wydał zgodę na budowę w tym miejscu cerkwi, jednak do inwestycji ostatecznie nie doszło, gdyż przedstawiciele miasta postanowili ubiegać się o zgodę na budowę okazalszej niż dotąd planowano świątyni. W latach 1843–1847 trwała budowa soboru Kazańskiej Ikony Matki Bożej z dwoma ołtarzami bocznymi św. Mikołaja oraz św. Aleksandra Newskiego. W związku z utworzeniem w 1843 eparchii stawropolskiej obiekt natychmiast po poświęceniu 4 listopada 1847 otrzymał status soboru katedralnego. W latach 1858–1873 w jego bezpośrednim sąsiedztwie wzniesiono czterokondygnacyjną dzwonnicę. 
Sobór został zniszczony w latach 30. XX wieku, chociaż wcześniej został uznany za zabytek. Dzwonnica cerkiewna była początkowo wykorzystywana na cele świeckie, następnie istniał projekt jej przebudowy na pomnik bohaterów wojny domowej w Rosji, ostatecznie w 1943 została zniszczona, by nie mogła służyć jako punkt orientacyjny dla lotnictwa niemieckiego. 
W 1992 podjęta została decyzja o odbudowie kompleksu soboru i dzwonnicy. Prace budowlane zostały rozpoczęte jednak dopiero w 2004, ukończono je w 2010, kiedy też w soborze odbyła się pierwsza Święta Liturgia. W listopadzie 2011 w soborze wystawiony był dla kultu Pas Przenajświętszej Bogurodzicy. Sobór poświęcił w grudniu 2012 patriarcha moskiewski i całej Rusi Cyryl. Obiekt ponownie został katedrą eparchii stawropolskiej (do tego czasu funkcje te pełnił sobór św. Andrzeja w Stawropolu).
W soborze w 1872 został pochowany biskup stawropolski Teofilakt.

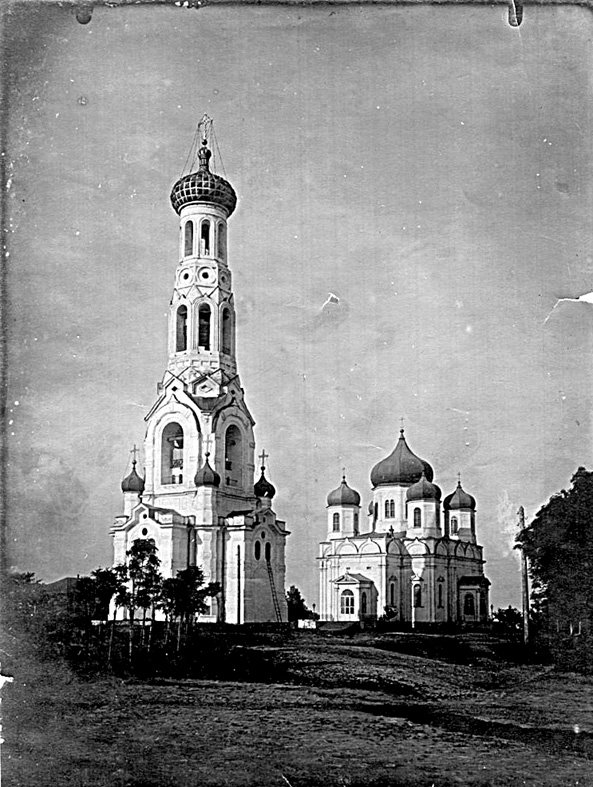
Dzwonnica i sobór przed rozbiórką
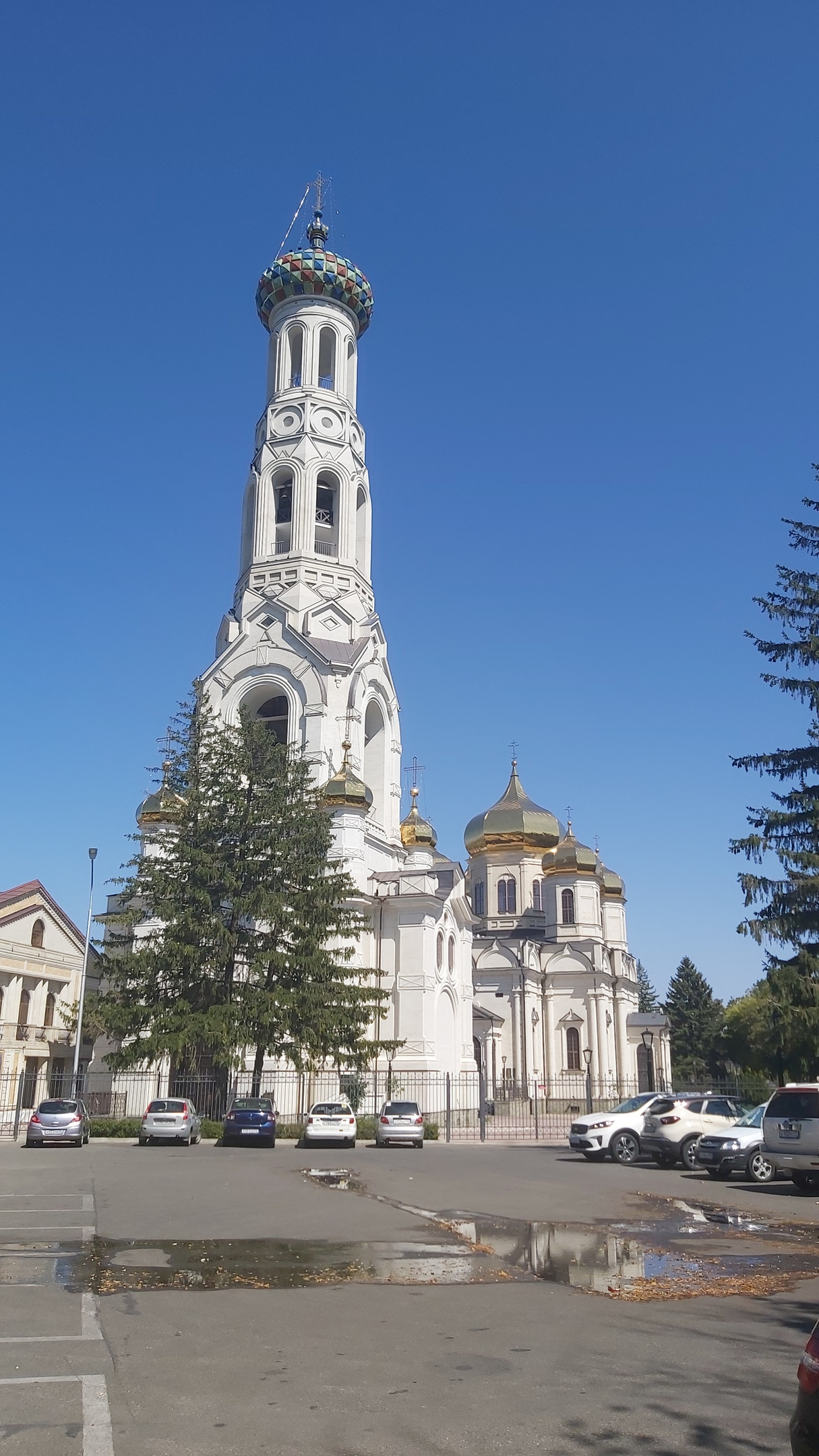
Dzwonnica i sobór po odbudowie (2020 r.)